# Georges Gurvitch
Georges Gurvitch, född 11 november 1894 i Novorossijsk, död 12 december 1965 i Paris, var en ryskfödd fransk sociolog och jurist, särskilt inriktad på kunskapssociologi. År 1944 grundade han tidskriften Cahiers Internationaux de Sociologie. Gurvitch var professor i sociologi vid Sorbonne i Paris. Han var en frispråkig förkämpe för avkoloniseringen av Algeriet, vilket troligen var anledningen till att han blev föremål för en terroristattack utförd av den högerextrema nationalistiska gruppen OAS den 22 juni 1962 då Gurvitchs lägenhet förstördes av en bombexplosion. Gurvitch och hans hustru bodde därför en tid hos konstnären Marc Chagall. 
Gurvitch bidrog till utvecklingen av rättssociologin. Liksom andra rättssociologer insisterade han på att lagen inte bara är de regler och beslut som produceras, tolkas och verkställs av myndigheter i staten, exempelvis lagstiftare, domstolar och polis. Grupper och gemenskaper av olika slag, som kan vara formellt strukturerade eller informellt organiserade, producerar normer för sig själva och andra som kan betraktas som lag ur sociologisk synvinkel. Gurvitch juridiska pluralism är dock betydligt mer rigorös och radikal än för de flesta rättssociologer och lokaliserar en enorm mängd olika typer av "lag" i de olika typer av social interaktion som han beskrev i sina skrifter. Han såg behovet av att betona social lagstiftning och sociala rättigheter, i motsats till vad han kallade enskild lag. Hans fördrag för sociala rättigheter som utarbetades i slutet av andra världskriget var ett försök att ange en socialrätt för efterkrigstidens värld där idén om mänskliga rättigheter nyligen hade blivit betydelsefull. 

## Verk
- Essai de Sociologie, (1939)
- Sociology of law, (1942)
- The Bill of Social Rights, (1945)

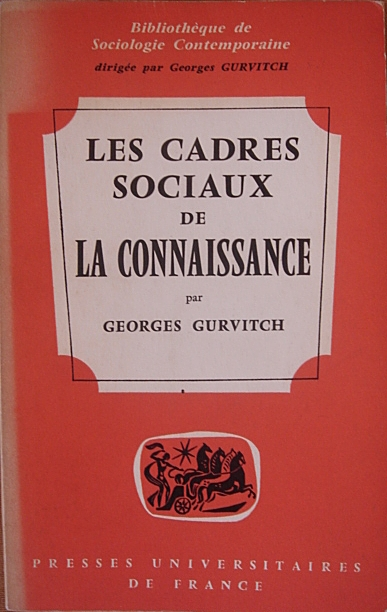
Les cadres sociaux de la connaissance (Kunskapens sociala ramverk), 1966

- La vocation actuelle de la sociologie, (1950)
- Le concept des classes sociales de Marx à nos jours, (1954)
- The Spectrum of Social Time, (1958)
- Dialectique et sociologie, (1962)
- Les cadres sociaux de la connaissance, (1966)
- The Social Frameworks of Knowledge, (1972)

### Studier av Gurvitchs verk
- Banakar, Reza, “Integrating Reciprocal Perspectives: On Georges Gurvitch’s Theory of Immediate Jural Experience” in 16 /1 Canadian Journal of Law and Society. 2001. Reprinted in Roger Cotterrell, ed., Law in Social Theory. Aldershot, Ashgate. 2006. Available at SSRN http://papers.ssrn.com/sol3/papers.cfm?abstract_id=1777167
- Banakar, Reza, “Georges Gurvitch” in Encyclopedia of Law and Society: American and Global Perspectives. Thousand Oaks: SAGE. 2006.
- Belley, Jean-Guy,  "Georges Gurvitch et les professionnels de la pensée juridique" in 4 Droit et Société 353-70 (1986)
- Bosserman, Phillip, Dialectical Sociology: An Analysis of the Sociology of Georges Gurvitch. Boston: Porter Sargent (1968)
- Hunt, Alan, "The Sociology of Law of Gurvitch and Timasheff: A Critique of Theories of Normative Integration" in Research in Law and Sociology, Vol. 2, pp. 169–204 (1979),
- McDonald, Pauline, "The Legal Sociology of Georges Gurvitch" in 6 British Journal of Law and Society 24-52 (1979).
- Noreau, Pierre and Andre-Jean Arnaud, "The Sociology of Law in France: Trends and Paradigms" in 25  Journal of Law and Society 258-83 (1998).
- Swedberg, Richard. Sociology as Disenchantment: The Evolution of the Work of Georges Gurvitch. Atlantic Highlands, NJ: Humanities Press, 1982.